# Ligne de Tournemire - Roquefort à Saint-Affrique
La ligne de Tournemire - Roquefort à Saint-Affrique est une ancienne ligne ferroviaire française du département de l'Aveyron, qui reliait Saint-Affrique à la Ligne de Béziers à Neussargues.
La ligne était l'amorce d'une transversale vers Albi par la vallée du Tarn.
Elle constitue la ligne 728 000 du réseau ferré national.
Ouverte en 1874, elle est fermée aux voyageurs en 1938 et au fret en 1992.

## Historique
La ligne est concédée à la Compagnie des chemins de fer du Midi et du Canal latéral à la Garonne par une convention signée entre le ministre de l'Agriculture, du Commerce et des Travaux publics et la compagnie le 10 août 1868. La convention est approuvée par un décret impérial à la même date.
La ligne a été déclassée en totalité (PK 524,927 à 539,590) le 12 février 2001.
Une voie verte de 8 km a été établie en 2012 de Saint-Affrique à Saint-Jean d'Alcapiès sur la plate-forme de l'ancienne ligne. 